# Zanden McMullen
Zanden McMullen (* 31. Mai 2001) ist ein US-amerikanischer Skilangläufer.

## Werdegang
McMullen nahm im Januar 2018 in Anchorage erstmals an der US Super Tour teil, wobei er den 107. Platz im Sprint und den 57. Platz über 15 km Freistil errang. Bei den Junioren-Skiweltmeisterschaften 2019 in Lahti kam er dort auf den 32. Platz über 10 km Freistil, bei den Junioren-Skiweltmeisterschaften 2020 in Oberwiesenthal auf den 35. Rang im 30-km-Massenstartrennen und bei den Junioren-Skiweltmeisterschaften 2021 in Vuokatti auf den 21. Platz im Sprint, auf den 14. Rang im 30-km-Massenstartrennen, auf den achten Platz mit der Staffel sowie auf den fünften Platz über 10 km Freistil. In der Saison 2021/22 nahm er in Ruka erstmals am Skilanglauf-Weltcup teil, wobei er den 55. Platz über 15 km klassisch errang und holte in Lillehammer mit dem neunten Platz mit der Staffel seine ersten Weltcuppunkte. Bei den U23-Weltmeisterschaften 2022 in Lygna lief er auf den 14. Platz über 15 km klassisch. In der Saison 2022/23 erreichte er bei der US Super Tour und Nor-Am-Cup vier zweite Plätze sowie einen dritten Platz und belegte damit den zweiten Platz in der Gesamtwertung der US Super Tour. Bei den U23-Weltmeisterschaften 2023 in Whistler errang er den 34. Platz im Sprint, den 18. Platz im 20-km-Massenstartrennen sowie den 15. Platz über 10 km Freistil. In der folgenden Saison kam er beim Weltcup in Ruka mit dem 28. Platz im 20-km-Massenstartrennen erneut in die Punkteränge.